# أب ترش (كوه بنج)
أب ترش (بالفارسية: آب ترش) هي قرية تقع في إيران في البلدة المركزية.